# Vaillantella euepiptera
Vaillantella euepiptera és una espècie de peix de la família dels balitòrids i de l'ordre dels cipriniformes.

## Morfologia
- Els mascles poden assolir 12 cm de longitud total.
- Nombre de vèrtebres: 52.
- 3 espines a l'aleta dorsal i 3 a l'anal.
- 55 radis tous a l'aleta dorsal i 6 a l'anal.[7][8]

## Hàbitat
És un peix d'aigua dolça, demersal i de clima tropical.

## Distribució geogràfica
Es troba a Àsia: Borneo i Malàisia.